# روبرتا وليامز
روبيرتا ويليامز (بالإنجليزية: Roberta Williams)‏ مواليد 16 شباط 1953 وهي مصممة ألعاب فيديو أمريكية، كاتبة ومن أحد مؤسسي سييرا أون لاين (التي عرفت لاحقا باسم ترفيه سييرا). وهي مشهورة لعملها الرائد في رسومات ألعاب المغامرات مثل بيت الغموض وسلسلة طلب الملك والأوهام. وهي متزوجة من كين ويليامز وتقاعدت من مهنتها عام 1999.
تعتبر روبيرتا ويليامز، بالإضافة إلى كين ويليامز، من أكثر مصممي ألعاب الفيديو تأثيرا. وصرحت أرس تيكنيكا بأن روبيرتا ويليامز تعتبر واحدة من أكثر الشخصيات شهرة في ألعاب المغامرات
ذات مرة اختارتها غيم سبوت لتكون رقم عشرة على قائمتها «أكثر الأشخاص نفوذا في مجال ألعاب الحاسوب على الإطلاق» وذلك ل «تطويرها غلاف رسومات المغامرات» ولكونها «استباقية خاصة في صنع الألعاب من وجهة نظر امرأة، والعناوين التي طلبت في السوق السائدة، إذ دمجت طوال الوقت أحدث التقنيات في الرسومات والصوت كلما أمكن»
في عام 2009, IGN وضعت ويليامز في المركز 23 على قائمة أحسن صانعي الألعاب على الإطلاق معربة عن أملها أن «ربما في يوم من الأيام، سنرى ويليامز مرة أخرى.»

## المهنة

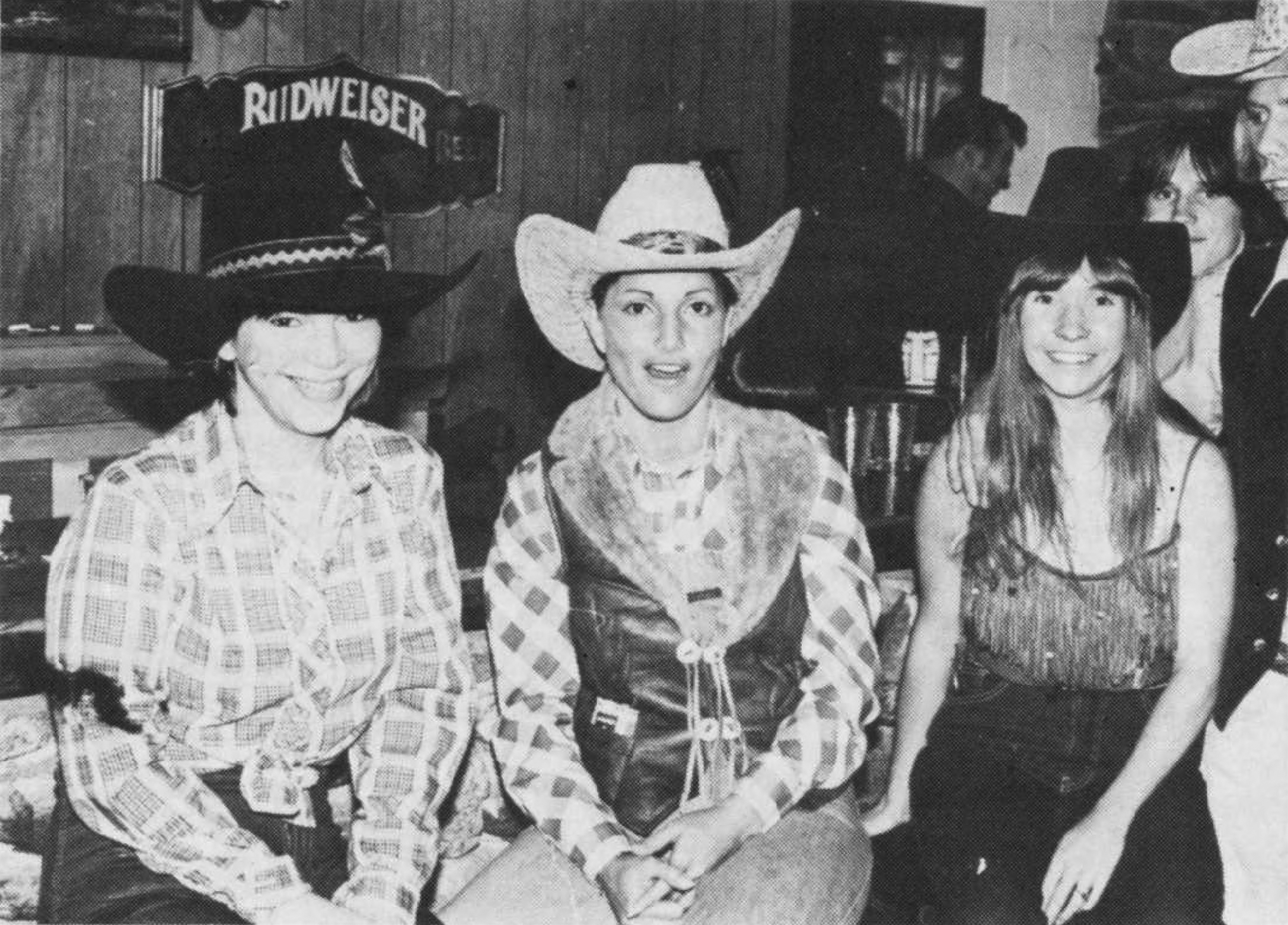
ماريا ستال، ديان سيجال، روبرتا ويليامز - الاحتفال بالذكرى السنوية الأولى لأنظمة أون لاين

في الثمانينات والتسعينات، كانت روبرتا وزوجها كين وليامزمن الشخصيات الرائدة في تطوير ألعاب المغامرة الرسومية.وفي عام 1980 أسسوا الشركة على أنها أنظمة للخط، والتي أصبحت في وقت لاحق سييرا على الخط.
أول لقب لويليمز كان سر البيت (1980) والتي أصبحت تعرف باسم أول لعبة مغامرة رسومية
اللقب الثاني عرّافة وأميرة (1980), أضافت رسومات ملونة.لكن أول نجاح حقيقي كان سلسلة الملك كويست، الذي تضمن «توسيع كبير للعالم» والذي يمكن اكتشافه من قِبل اللاعبين.
بعد ذلك صممت روبيرتا ويليامز عناوين مثل الأم الإوزة المختلطة 1987, وراثة العقيد 1989, والأوهام 1995, التي كانت الأولى في مهنتها لتطور في تكنلوجيا الفيديو كامل الحركة.الأوهام تميزت بوجود عنف مفرط ومشاهد اغتصاب.وقد تلقت اللعبة آراء نقدية متباينة.على الرغم من أن سييرا قد بيعت في 1996, فإن ائتمانات إنتاج ويليامز تعود إلى 1999, عندما تقاعدت من سييرا أونلاين.
طرح روبيرتا لغلاف لعبة المغامرات «سوفتبورن» بواسطة تشاك بينتون، والتي نشرها على أنظمة أون لاين. طرحت أيضاً في وقت لاحق مع أطفالها كالأم غووس لصورة غلاف اضطراب الأم غووس.تسلسل نهاية بدلة الترفيه لاري 3 ميزات لها كحروف في اللعبة.
منذ تقاعدها عام 1999, بقيت بعيدة عن أعين الناس ونادرا ما أجرت لقاءات عن ماضيها في سييرا أونلاين.ومع ذلك في مقابلة لها عام 2006 أقرت بأن لعبتها المفضلة التي صنعتها هي الأوهام وليست طلب الملك "إذا كان بإمكاني اختيار لعبة واحدة فقط سوف أختار الأوهام، ولقد استمتعت كثيرا في العمل عليها ولقد كانت تحديا كبيرا (وأنا أحب التحديات).
ومع ذلك، في قلبي، سوف أحب دائما سلسلة طلب الملك وخاصة الجزء الأول، نظرا لأنها هي اللعبة التي صنعت سييرا أونلاين.
وقد صرحت ويليامز في كثير من الأحيان بأن ألعابها موجهة بشكل واضح باتجاه جمهور أكثر ثراء وتعليما من الألعاب الأخرى، زيادة انتقادات النخبة. في مقابلتها عام 1999 لخصت نشاعرها قائلة:
سابقاً عندما بدأت والذي بدا وكأنه التاريخ القديم ثم العودة لتركيبة السكانية من الناس الذين كانوا في ألعاب الكوكومبيوتر، كان مختلفا تماما، في رأيي، مماعليه اليوم. في ذلك الوقت، كانت أجهزة الكومبيوتر أكثر تكلفة، مما جعلها أكثر حصرية للأشخاص الذين كانو ربما على مستوى دخل معين، أو مستوى التعليم.
كذلك كان الناس الذين لعبوا ألعاب الكومبيوتر منذ 15 , هذا النوع من الأشخاص ربما لم يشاهد التلفاز بهذا القدر وعصصر الإشباع الفوري لم ينم بالطريقة التي كانت بالآونة الأخيرة، أعتقد في السنوات 5 أو 6 الماضي، تغيرت التركيبة السكانية حقا، والآن هذا هو رأيي، وذلك لأن أجهزة الكمبيوتر هي أقل تكلفة حتى يمكن لأكثر الناس تحمل تكاليفها. المزيد من "متوسط" الناس يشعرون الآن أنهم يجب أن يملكوا واحدة. "
في مقابلة عام 2006، قالت وليامز ان تصميم ألعاب الكمبيوتر كان من الماضي بالنسبة لها عندئذ وأنها تهدف إلى كتابة رواية تاريخية.
ومع ذلك، في عام 2011، أفاد الموقع الإلكتروني Gamezebo للعبة الفيديو أن روبيرتا وليامز قد كانت لا تزال تعمل على الشبكة الاجتماعية للعب والتي تدعى مانور الفردية.

## الحياة الشخصية
تزوج روبرتا وكين في 4 نوفمبر عام 1972 عندما كان عمرها 19 عاما، وكان عمر كين فقط 18. لديهم طفلان، DJ (مواليد 1973)، وكريس (من مواليد 1979)
أسرة ويليامز لديهم منازل في سياتل وفرنسا والمكسيك.

## روابط خارجية
- روبرتا وليامز على موقع IMDb (الإنجليزية)
- روبرتا وليامز على موقع ميتاكريتيك (الإنجليزية)
- روبرتا وليامز على موقع الموسوعة البريطانية (الإنجليزية)
- روبرتا وليامز على موقع إن إن دي بي (الإنجليزية)
- روبرتا وليامز على موقع قاعدة بيانات الفيلم (الإنجليزية)